# RASSF6
RASSF6 (англ. Ras association domain family member 6) – білок, який кодується однойменним геном, розташованим у людей на 4-й хромосомі. Довжина поліпептидного ланцюга білка становить 369 амінокислот, а молекулярна маса — 43 384.
| 10         |  | 20         |  | 30         |  | 40         |  | 50         |
| ---------- |  | ---------- |  | ---------- |  | ---------- |  | ---------- |
| MLWEETGAAP |  | APARASDLPY |  | RISSDHLKKE |  | EKMTMMAHQY |  | PSWIFINEKT |
| FITREQLNSL |  | LKTYNIFYEN |  | QKNLHILYGE |  | TEDGKLIVEG |  | MLDIFWGVKR |
| PIQLKIQDEK |  | PFSSFTSMKS |  | SDVFSSKGMT |  | RWGEFDDLYR |  | ISELDRTQIP |
| MSEKRNSQED |  | YLSYHSNTLK |  | PHAKDEPDSP |  | VLYRTMSEAA |  | LVRKRMKPLM |
| MDRKERQKNR |  | ASINGHFYNH |  | ETSIFIPAFE |  | SETKVRVNSN |  | MRTEEVIKQL |
| LQKFKIENSP |  | QDFALHIIFA |  | TGEQRRLKKT |  | DIPLLQRLLQ |  | GPSEKNARIF |
| LMDKDAEEIS |  | SDVAQYINFH |  | FSLLESILQR |  | LNEEEKREIQ |  | RIVTKFNKEK |
| AIILKCLQNK |  | LVIKTETTV  |  |            |  |            |  |            |

A: Аланін

C: Цистеїн

D: Аспарагінова кислота

E: Глутамінова кислота

F: Фенілаланін

G: Гліцин

H: Гістидин

I: Ізолейцин

K: Лізин

L: Лейцин

M: Метіонін

N: Аспарагін

P: Пролін

Q: Глутамін

R: Аргінін

S: Серин

T: Треонін

V: Валін

W: Триптофан

Кодований геном білок за функцією належить до фосфопротеїнів. 
Задіяний у таких біологічних процесах, як апоптоз, альтернативний сплайсинг. 